# 15 Ursae Majoris
15 Ursae Majoris (f Ursae Majoris) é uma estrela na direção da Ursa Major. Possui uma ascensão reta de 09h 08m 52.39s e uma declinação de +51° 36′ 17.0″. Sua magnitude aparente é igual a 4.46. Considerando sua distância de 96 anos-luz em relação à Terra, sua magnitude absoluta é igual a 2.13. Pertence à classe espectral Am.